# Plantman
|  | Denne artikel er oprettet af botten PalnaBot ud fra en ekstern database. Den kan derfor have sproglige fejl eller mangler. Denne skabelon kan fjernes efter kontrol af indholdet. |

Plantman er en animationsfilm instrueret af Dennis Nielsen efter manuskript af Mads Grage, Dennis Nielsen.

## Handling
Året er 2284, og Jorden er ikke længere hvad den har været. Andy lever et ensomt liv dybt under jordens overflade som Plant Manager på 'Plant Plant 347', et af klodens mange ilt-producerende plantekraftværker, opført af firmaet Greensworth Gardens.